# Потенциальный оператор
Потенциальный оператор — математический оператор, отображающий открытое множество вещественного нормированного пространства в сопряжённое пространство и являющийся градиентом некоторого функционала с областью значений в сопряжённом пространстве.

## Определение
Обозначим {\displaystyle E} — вещественное нормированное пространство, {\displaystyle E^{*}} — сопряжённое к нему пространство,{\displaystyle A} — открытое множество из {\displaystyle E}. Оператор {\displaystyle F:A\rightarrow E^{*}} называется потенциальным, если для всякого {\displaystyle x\in A} существует такой функционал {\displaystyle f(x)\in E^{*}}, что {\displaystyle F(x)=gradf(x)}. Функционал {\displaystyle f(x)} называется потенциалом оператора {\displaystyle F}.

## Условие потенциальности операторов
Пусть оператор {\displaystyle F:E\rightarrow E^{*}} дифференцируем по Гато в каждой точке выпуклого открытого множества {\displaystyle \omega \subset E}. Тогда если дифференциал {\displaystyle DF(x,h)} непрерывен по {\displaystyle x} в каждой точке из {\displaystyle \omega }, то для потенциальности {\displaystyle F} в {\displaystyle \omega } необходимо и достаточно, чтобы {\displaystyle F} был симметрическим в {\displaystyle \omega }.

## Пояснения
Оператор {\displaystyle F:E\rightarrow E^{*}} называется симметрическим в точке {\displaystyle x_{0}}, если он имеет дифференциал Гато в некоторой окрестности точки {\displaystyle x_{0}} и для любых {\displaystyle h_{1},h_{2}\in E} выполняется равенство {\displaystyle \langle DF(x_{0},h_{1})h_{2}\rangle =\langle DF(x_{0},h_{2})h_{1}\rangle }.

## Оператор Немыцкого
Оператор Немыцкого задаётся формулой {\displaystyle hu=g(u(x),x)}, где {\displaystyle g(u,x)} — вещественная функция, непрерывная по {\displaystyle u\in [-\infty ,+\infty ]} при почти каждом фиксированном {\displaystyle x\in B} и измерима как функция {\displaystyle x} при всяком фиксированном {\displaystyle u} и выполнено неравенство {\displaystyle |g(u,x)|\leqslant a(x)+b|u|^{p-1}}, где {\displaystyle p>1}, {\displaystyle a(x)\in L^{p}(B)}, {\displaystyle B} — измеримое множество конечной или бесконечной лебеговой меры, принадлежащее {\displaystyle s}-мерному евклидову пространству.
Оператор Немыцкого является непрерывным потенциальным оператором. Он действует из пространства Лебега {\displaystyle L^{p}(B)} в пространство Лебега {\displaystyle L^{q}(B)}, где {\displaystyle p^{-1}+q^{-1}=1} и его потенциал {\displaystyle f} определяется формулой {\displaystyle f(u)=f_{0}+\int _{B}dx\int _{0}^{u(x)}g(v,x)dv}, где {\displaystyle f_{0}} — произвольное число.